# Centropodieae
Tribu
Les Centropodieae sont une tribu de plantes monocotylédones de la famille des Poaceae, sous-famille des Chloridoideae, originaire des régions tropicales d'Afrique et d'Asie.
Cette petite tribu comprend seulement 2 genres (Centropodia et Ellisochloa) regroupant 6 espèces.